# Букшана
Букшана (рум. Bucșana) — село у повіті Горж в Румунії. Входить до складу комуни Прігорія.
Село розташоване на відстані 200 км на захід від Бухареста, 34 км на схід від Тиргу-Жіу, 82 км на північ від Крайови.

## Населення
За даними перепису населення 2002 року у селі проживала 931 особа, з них 930 осіб (99,9%) румунів. Рідною мовою 930 осіб (99,9%) назвали румунську.